# U Should've Known Better
U Should've Known Better är en sång med den amerikanska R&B-sångerskan Monica, skriven av Jermaine Dupri, Harold Lilly och sångerskan själv samt producerad av Dupri och Bryan Michael Cox. Sången skapades först för sångerskans tredje studioalbum, All Eyez on Me men när det albumet floppade och förblev outgivet i större delar av världen inkluderades spåret på Monicas fjärde studioalbum, After the Storm, som delvis bestod av ny-producerat material. 
Sången släpptes som den fjärde och sista singeln från After the Storm under 2004. Monicas första ballad-singel på över 5 år klättrade till en 19:e plats på USA:s singellista Billboard Hot 100 och till en sjätte plats på Hot R&B/Hip-Hop Singles & Tracks, vilket följaktligen gjorde "U Should've Known Better" till den näst största singel-releasen från albumet. 

## Format och innehållsförteckningar
Promotional CD-single
1. "U Should've Known Better" (radio edit) - 4:17
2. "U Should've Known Better" (radio edit without guitar) - 4:17
3. "U Should've Known Better" (instrumental) - 4:45
4. "U Should've Known Better" (call out hook) - 0:10

12" single
1. "U Should've Known Better" (extended version) - 4:34
2. "U Should've Known Better" (DIO club mix) - 7:11
3. "U Should've Known Better" (DIO radio mix) - 3:58
4. "U Should've Known Better" (Bass/Fonseca mixshow) - 5:39
5. "U Should've Known Better" (Gomi & Escape remix) - 3:41

## Listor
| Lista (2004)                                           | Topp position |
| ------------------------------------------------------ | ------------- |
| Amerikanska Billboard Hot 100                          | 19            |
| Amerikanska Billboard Hot 100 Airplay                  | 18            |
| Amerikanska Billboard Hot R&B/Hip-Hop Singles & Tracks | 6             |
| Amerikanska Billboard Rhythmic Top 40                  | 20            |